# Краби (провинция)
Краби е една от 76-те провинции на Тайланд. Столицата ѝ е едноименният град Краби. Населението на провинцията е 432 704 жители (2000 г. – 64-та по население), а площта 4708,5 кв. км (46-а по площ). Намира се в часова зона UTC+7. Разделена е на 8 района, които са разделени на 53 общини и 374 села.